# Heteropoda thoracica
Heteropoda thoracica este o specie de păianjeni din genul Heteropoda, familia Sparassidae. A fost descrisă pentru prima dată de C. L. Koch, 1845. Conform Catalogue of Life specia Heteropoda thoracica nu are subspecii cunoscute.